# Fjärdskäret, Vasa
Fjärdskäret är en ö i Finland. Den ligger i Norra kvarken och i kommunen Vasa i den ekonomiska regionen  Vasa i landskapet Österbotten, i den västra delen av landet. Ön ligger nära Vasa och omkring 370 kilometer nordväst om Helsingfors.
Öns area är 19,6 hektar och dess största längd är 0,6 kilometer i nord-sydlig riktning.